# سهره نوک‌لاکی سبز
سهرۀ نوک‌لاکی سبز (نام علمی: Amandava formosa) نام یک گونه از تیره سهره بافنده است.